# Universidade da Carolina do Sul

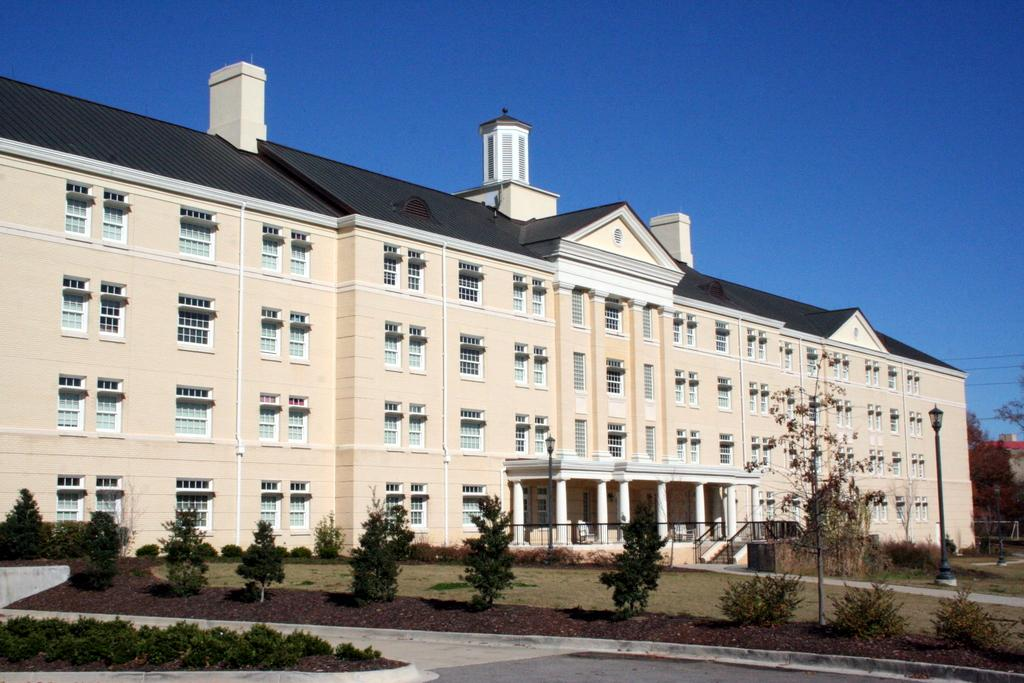
Universidade da Carolina do Sul

A  Universidade da Carolina do Sul  (University of South Carolina ou USC)  é uma universidade pública, mista, de pesquisa, localizada em Columbia, no estado da Carolina do Sul, nos Estados Unidos.
O campus da instituição fica localizado em 359 acres no núcleo urbano de Columbia, cidade-capital da Carolina do Sul. A universidade atende aproximadamente 27 mil estudantes, e faz parte do Sistema de Universidades do Estado de Carolina do Sul, que possui campi em várias cidades do estado. 
Fundada em 1801, a universidade oferece mais de  350 programas de estudos com graduação em bacharelato, mestrado e doutorado.
Em 2010, o professor Deflem Mathieu criou um cursos chamado "Lady Gaga e a Sociologia da Fama", falando como a cantora norte-americana Lady Gaga alcançou a fama tão rapidamente.